# Andras
Andras, u demonologiji, šezdeset i treći duh ili demon Goecije, veliki markiz i vladar trideset legija duhova. Ima lik anđela s glavom gavrana ili sove. Nosi mač i jaše na vuku. Savjetnik je ubojicama o načinima ubojstava. Veoma je opasan demon, pa prizivatelj mora biti jako oprezan, jer se može okrenuti protiv njega i pogubiti i prizivatelja i sve koji su mu bliski. Potiče na sukobe i svađe.